# Katbān
Katbān (persiska: کتبان, Kordovān) är en ort i Iran.   Den ligger i provinsen Västazarbaijan, i den nordvästra delen av landet, 700 km väster om huvudstaden Teheran. Katbān ligger 1 639 meter över havet och antalet invånare är 232.
Terrängen runt Katbān är kuperad. Runt Katbān är det ganska tätbefolkat, med 83 invånare per kvadratkilometer. Närmaste större samhälle är Salmās, 18,4 km nordost om Katbān. Trakten runt Katbān består i huvudsak av gräsmarker.